# جشمة أياز (حومة بيجار)
جشمة أیاز (بالفارسية: چشمه ایاز) هي قرية تقع في إيران في حومة.